# La poupée monte le son
La poupée monte le son (französisch für „Die Puppe dreht den Ton auf“) ist ein Lied der luxemburgischen Sängerin Laura Thorn. Als Siegertitel des Luxembourg Song Contest 2025 vertrat es Luxemburg beim Eurovision Song Contest 2025 in Basel.

## Hintergründe
Das von den französischen Komponisten Ludovic-Alexandre Vidal und Julien Salvia geschriebene Lied ist eine Hommage an den luxemburgischen ESC-Sieg von 1965 mit Poupée de cire, poupée de son von France Gall, greift aber eine moderne Botschaft auf: Die Sängerin betont ihre Selbstbestimmung und distanziert sich von dem früheren Bild einer fremdgesteuerten „Puppe“. Auf der Suche nach einem Interpreten für den Song kamen Vidal und Salvia über das Institut Royal Supérieur de Musique et de Pédagogie im belgischen Namur mit Thorn in Kontakt, die dort studierte.
Beim Luxembourg Song Contest 2025 Anfang Januar belegte das Lied mit großem Abstand den ersten Platz beim Juryvoting und konnte damit zusammen mit einem zweiten Platz beim Televoting den Sieg erringen. Im Februar 2025 erreichte der Song den zwölften Platz in den luxemburgischen Charts.

## Beim Eurovision Song Contest

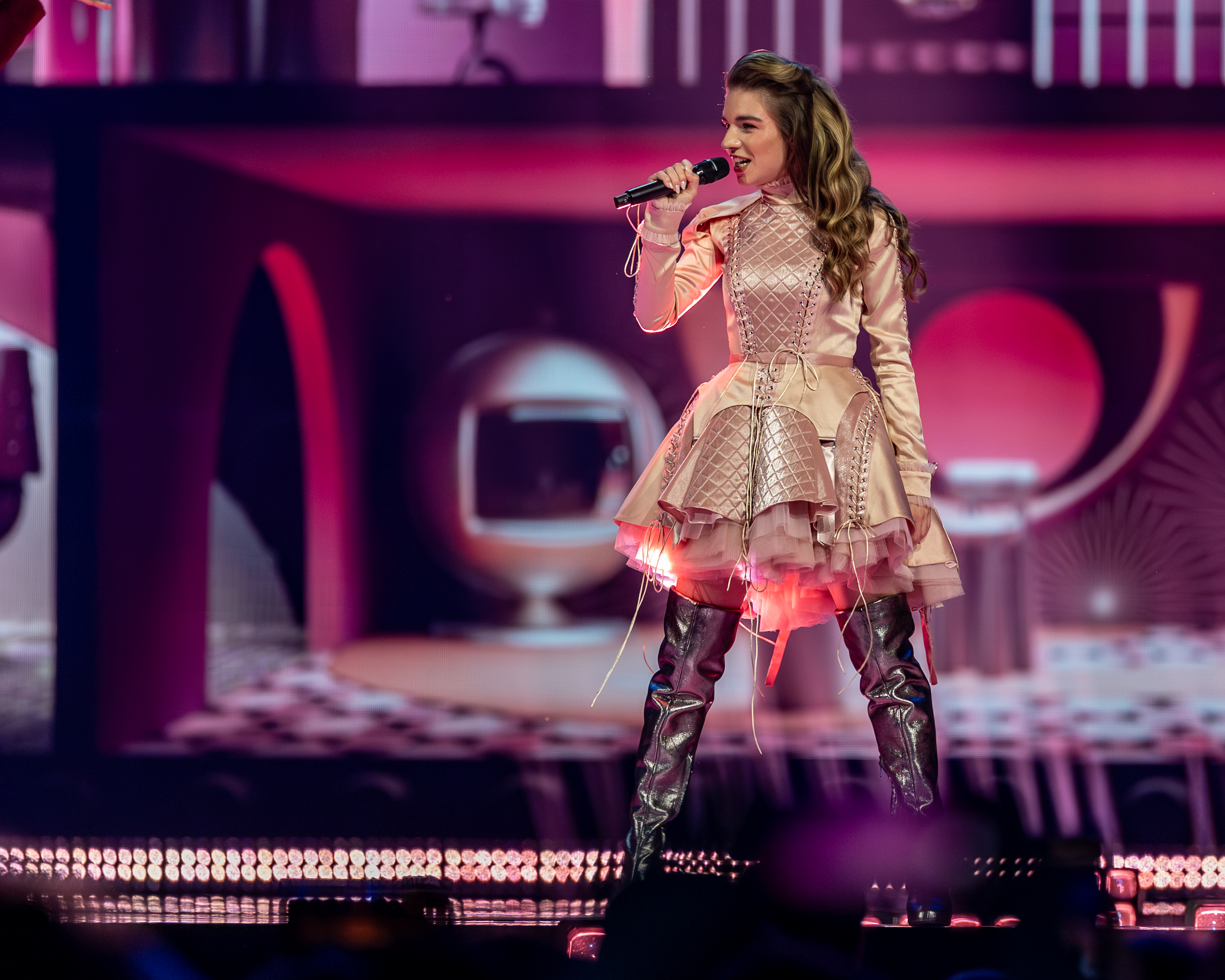
Laura Thorn beim ESC

Mit dem Titel nahm Luxemburg am Eurovision Song Contest 2025 in Basel teil. Das Land trat hierbei an 13. Stelle des zweiten Halbfinales am 15. Mai 2025 an. Hierbei konnte es sich erfolgreich für das Finale qualifizieren. Von Startnummer 2 aus erreichte das Land 47 Punkte, was in einem 22. Platz resultierte.

## Chartplatzierungen
| ChartsChartplatzierungen | Höchstplatzierung | Wochen |
| ------------------------ | ----------------- | ------ |
| Schweiz (IFPI)           | 35 (2 Wo.)        | 2      |